# La Paz
La Paz je administrativno glavno mesto Bolivije in departmaja La Paz. Leta 2012 je mesto imelo 757.184 prebivalcev. Samo mesto se nahaja v kanjonu reke Choqueyapu pod planoto na nadmorski višini 3600 m. Na sami planoti se nahaja mesto El Alto, kjer je tudi mednarodno letališče. Samo ime pomeni »mir«.
Mesto je od konca 19. stoletja z železnico povezano s čilskim obmorskim mestom Arica preko puščave Atacama.